# Tipula (Vestiplex) tanycera
Tipula (Vestiplex) tanycera is een tweevleugelige uit de familie langpootmuggen (Tipulidae). De soort komt voor in het Oriëntaals gebied.